# Юсуф Меддах
Юсуф Меддах (тур. Yûsuf Meddah; азерб. Yusif Məddah; перс. يوسف مدّاح‎; араб. يوسف مدّاح‎) — анатолийско-тюркский поэт XIV века.
О жизни Юсуфа Меддаха известно только то, что он упомянул в своих произведениях. Его поэмы написаны в жанре месневи арузом, причём Юсуф всегда использовал один и тот же размер, называемый «fâ'ilâtun-fâ'ilâtun-fâ'ilun». Самое известное произведение Меддаха — поэма «Варака и Гюльшах».
Азербайджанские авторы упоминали Юсуфа как одного из авторов XIV века, которые внесли вклад в развитие азербайджанского языка и азербайджанской литературы.

## Биография
О жизни Юсуфа Меддаха известно немногое. Дата и место его рождения неизвестны, но считается, что он жил в начале XIV века. По словам филолога И. Кайяокая, «сведения о жизни поэта состоят из умозаключений и догадок, сделанных по его произведениям, и находятся не на удовлетворительном уровне». Единственное упоминание Юсуфа в произведениях других средневековых писателей относится к 1401 году. Мустафа Шейхоглу в произведении «Кенз аль-Кубера» процитировал бейт из «Варака и Гюльшах», назвав автора этого месневи «Юсуф-и Меддах». В «Вараке и Гюльшах» поэт сам назвал себя Юсуф Меддах, в «Газаватнаме» и «Пенднаме» — Пенди Юсуф Меддах. Лакаб «Меддах» говорит, что на жизнь Юсуф зарабатывал, переезжая с места на место, рассказывая истории. Из его произведений можно понять, где он жил или бывал. В одном из сюжетов «Хамушнаме» автор упоминает события, произошедшие в его юности, когда он жил в Азербайджане. Если Юсуф действительно автор этого месневи, то первые годы своей жизни он провёл в этом регионе.
По словам турецкого историка литературы Н. Банарлы, Юсуф проявлял глубокое уважение и преданность основателю суфийского тариката Мевлеви в Конье, Джелаледдину Руми, почти во всех своих произведениях. Кроме того, в одном из сюжетов «Хамушнаме» речь идёт о восстании Джимри в Конье. Поэтому историки предполагают, что Юсуф переехал в Малую Азию в Конью и присоединился к Мевлеви.
Один из сюжетов «Хамушнаме» использует события из жизни автора в Эрзинджане в молодости, «Мактел-и Хусейн» он написал находясь в Кастамону, а «Вараку и Гюльшах» в 1342/43 году в Сивасе.
Юсуф был хорошо образован, знал турецкий, арабский и персидский языки, изучал религиозные науки. Он знал диванную литературу, в своих произведениях он использовал хадисы, пословицы и фразеологизмы, знал просодию.
Считается, что он прожил долгую жизнь (исходя из дат написания им его произведений), однако дата и место его смерти неизвестны.

## Произведения

### Варака и Гюльшах
История трагической любви Вараки и Гюльшах — это старый арабский сюжет. Его упоминали Аль-Масуди в труде «Золотые копи и россыпи самоцветов», Абуль-Фарадж аль-Исфахани в «Китаб аль-Агани», Ибн ан-Надим в «Китаб аль-фихрист». Первое известное произведение на эту тему было написано на персидском языке придворным поэтом султана Махмуда Газневи (998—1030) Айюки. Сюжет был популярен, в XVI веке поэт из Приштины Мустафа-челеби, а в XVII веке азербайджанский поэт Месихи написали месневи на эту же тему.
Месневи датировано 770 годом Хиджры (1368/69 год). Оно состоит из шести меджлисов (глав). В ней присутствуют и газели в виде диалога влюблённых. В 1946 году И. Х. Эртайлан опубликовал факсимиле копии «Вараки и Гюльшах». Сопровождающее месневи исследование было первым серьёзным изучением творчества Юсуфа Меддаха.

Поэт сообщал в начале, что число бейтов будет 1700, но исследователи насчитали в различных копиях 1614 и 1743. Поэма написана на тюркском языке метром «fâ'ilâtun-fâ'ilâtun-fâ'ilun»:
| — U — —\| — U — —\| — U — — — открытый слог с долгим гласным или закрытый слог с кратким гласным; u — открытый слог с кратким гласным. |

Язык произведения прост. Турецкий учёный Орхан Айтуг Толу считал, что Меддах написал поэму «так, как если бы он рассказывал историю на публичном собрании». Специалист по турецкому и османскому языкам Г. М. Смит полагала, что произведение «идеально подходит для того, чтобы стать частью репертуара странствующего анатолийского рассказчика». Смит назвала это произведение «первой анатолийской тюркской романтической поэмой», которая создана под сильным персидским влиянием, как и другие тюркские произведения того времени. При этом Смит отмечала, что в написании иногда присутствуют азербайджанские формы, как, например, ити вместо йити, или ылдыз вместо йылдыз. Азербайджанские лингвисты Дж. Каграманов и З. Гаджиева утверждали, что произведение изобилует особенностями, характерными для общенародного разговорного языка.

#### Содержание
Хилал и Хюмам были братьями, они были вождями племени Бану Шайба во времена Пророка Мухаммеда. Варака был сыном Хилала, а Гюльшах — дочерью Хюмама. Они росли вместе и полюбили друг друга. Гюльшах была похищена отвергнутым её женихом — Амром. Варака спасает её, но мать Гюльшах не разрешает им пожениться из-за бедности Варака. Варака едет искать помощи к дяде, эмиру Йемена, а мать в это время выдаёт Гюльшах замуж за правителя Дамаска Мухсина, который оказывается благородным человеком и не прикасается к Гюльшах, узнав о любви Гюльшах и Варака, и даёт ей развод. Варака смущён добротой Мухсина, он покидает Гюльшах и умирает в пустыне. Гюльшах, получив известие о смерти Вараки, пришла к его могиле и заколола себя кинжалом. Пророк Мухаммед услышал об их истории. Он воскресил их, сочетал их браком и они прожили вместе сорок лет.

### Газаватнаме
Это недатированное месневи, в котором используется тот же размер, что в «Вараке и Гюльшах». Состоит из девяти с половиной листов и повествует о битвах, в которых участвовал халиф Али. Некоторые фразы совпадают с фразами из «Вараки и Гюльшах». В тексте автор называет себя «Юсуф-и Меддах».

#### Панднаме
Согласно Г. М. Смит и Х. Эрену, это недатированное месневи, состоящее всего из тринадцати строк и написанная тем же размером, что «Варака и Гюльшах».
Он передаёт послание, вдохновляющее на праведное поведение, и наполнен духовными и суфийскими понятиями.
По словам И. Кайяокая, Пенднаме — это молитвенный раздел под названием «Пенд-и Юсуф-и Медда», расположенный в конце «Газават-и Имам Али», который Г. М. Смит сочла за отдельный труд.

#### Недавно обнаруженное месневи
Полное название: «Газават-и Имам Али Ибн Аби Талиб Керремаллаху Вечеху Хикает-и Йемаме» или «Дер-бейан-и Сехавет-и Имам Али Керремаллаху Баба Амр’иу Нан Ичун Гавга Итдигидур». Относится к жанру ченкнаме (книги о войне, сражениях). Они написаны тем же размером, что и Варака и Гюльшах. «Хикает-и Йемаме» (История о Йемаме) состоит из двух меджлисов (глав) и 639 бейтов. Первый меджлис — бейты 1-313, второй — 314—626. Бейты 627—639 — краткий раздел с советами и молитвами под названием «Пенд-и Юсуф-и Медда». Единственный известный экземпляр находится в музее Конья, рукопись « Коюноглу, № 11930». Текст находится между страницами 142a-163b. В месневи описано похищение сыновей Али, Хасана и Хусейна, язычником Йемамой, когда Али отправился воевать в землю Таифа и его не было в Медине.

### Дастан-и Иблис Алейх аль-Лана
В 1946 году Эртайлан первым упомянул об этом произведении и сообщил, что копия написанная насхом с огласовками. Но он не указал, где копия была найдена. И. Х. Эртайлан атрибутировал месневи Юсуфу Меддаху.
Месневи на тюркском языке. Состоит примерно из 240 куплетов и написана тем же размером, что и Варака и Гюльшах. Произведение описывает приход сатаны к Пророку и ответах, которые Мухаммед дал на его вопросы. М. Акар утверждал, что произведение, имеющее религиозно-дидактический характер, является переводом с арабского.

### Хикает-и Такьянус (История Такьянуса)
Месневи, написанное тем же размером, что и Варака и Гюльшах. Единственная известная копия находится в рукописи под номером B 28/4 в Библиотеке Ассоциации турецкого языка между листами 110а-116а. Состоит из 324 куплетов и рассказывает историю Асхаб аль-Кахф (Семь отроков Эфесских).

### Хикает-и Кыз у Джухуд (История о девушке и еврее)
Впервые месневи было представлено профессором А. Челебиоглу в 1977 году. Под названием «Кыз Эпик (Эпос о девушке)» оно было опубликовано Х. Эрсойлу в 1996 году.
Месневи начинается с таухида и наата (восхваление Мухаммеда). Содержит около 200 — 300 бейтов в зависимости от рукописи. В основном поэма написана тем же размером, что и Варака и Гюльшах.

#### Сюжет
В Дамаске проживают бедные мусульмане (муж с женой и детьми) и их сосед-еврей. Еврей предлагает соседям принять иудейскую веру, ссылаясь на своё богатство. Также он предлагает им женитьбу на их дочери. Отец-мусульманин не хочет, чтобы его семья умерла от голода и сообщает о предложении еврея своей жене. Дочь слышит разговор родителей, говорит, что не откажется от ислама, и предлагает другое решение. Она убеждает родителей продать её в рабство и на заработанные деньги обеспечить семью. Девушку продают молодому торговцу, который слеп на один глаз. Купец засыпает и во сне ему является Пророк, который просит торговца освободить девушку, которая не отказалась от ислама, и отправить её к своей семье. Взамен его слепой глаз прозреет. Проснувшись утром торговец понимает, что его глаз видит. Он даёт девушке немного денег и отправляет её к семье.

### Дестан (Эпос) о Кади и Воре
Первым упомянул произведение в 1999 году М. Челебиоглу. Дидактическая поэма о пользе знаний описывает, как во времена халифа Гарун аль-Рашида кади по имени Мухаммед ибн Мукатил проиграл в споре образованному и умному вору. Состоит примерно из 151 бейта, но текст неполный. Их могло быть 200—300. Источником истории может быть арабский труд.

### Мактал-и Хусейн
Это первый в тюркской литературе известный пример жанра мактал (произведение об убийстве известных людей) в тюркской литературе.
Месневи рассказывает о битве при Кербеле между внуком пророка Хусейном ибн Али и Язидом ибн Муавия, в которой Хусейн был убит. Произведение состоит из почти 2824 двустиший и написано тем же размером, что и Варака и Гюльшах. Написано в августе 1362 года для Кётюрума Баязида, правителя бейлика Джандарогуллары в Кастамону. Меддах включил в свою работу множество народных изречений и элементов устной литературы, а также несколько ссылок на стихи Корана.

#### Проблемы атрибуции
Ф. Кёпрюлю был первым, кто писал о «Мактал-и Хусейн». Он утверждал, что «Мактал-и Хусейн» было написано поэтом по имени «Шади» или «Шейяд» в 763 году и подарено Котюруму Баязиду. Однако Кёпрюлю не упомянул ни одной копии текста.
В одной из копий «Мактал-и Хусейн» имя поэта встречается как «Ибн Юсуф». Это привело И. Х. Эртайлана к предположению, что Ибн Юсуфом был не Юсуф Меддах, а, возможно, его сын.
В 1937 году И. Х. Узунчаршилы утверждал, что «Мактал-и Хусейн» написано в 1361 году поэтом по имени Мевлеви Юсуф с лакабом Меддах и являлось переводом труда Абу Михнафа. Позднее Узунчаршилы называл автора «человек с псевдонимом Медда», не называя его Юсуфом. Утверждение, что автор из Кастамону, первым сделал А. Карахан в 1939 году.
И. Меликофф в 1966 году назвала автора «Мактал-и Хусейн» «Шади из Кастамону». Тюрколог А. Бомбачи утверждал, что автором «Мактал-и Хусейн» был Шади Меддах, поэт из Кастамону. Но некоторые исследователи утверждали, что поэта Шади Меддаха никогда не было. В 1946 году И. Х. Эртайлан заявил, что автором произведения является Юсуф Меддах. По словам Озчелика, в работе нет данных, что автор родом из Кастамону. Город упоминается только в одном стихе как место написания труда. Озчелик в 2008 году показал, что многие куплеты «Мактал-и Хусейн» и «Вараки и Гюльшах» почти одинаковы, это позволяет утверждать, что Кастамонлу Шади и Юсуф Меддах — одно и то же лицо.

### Кысса-и Юсуф (Юсуф и Зулейха)
Месневи длиной около 2000 бейтов, написанное тем же размером, что «Варака и Гюльшах». В поэме рассказывается история Юсуфа и Зулейхи. М. Адилов изучил неполную копию из библиотеки Стамбула. В ней было 2120 бейтов и датировалась она 1367 годом. По словам Ф. Иза, «Юсуф и Зулейха» — самая любимая тема в западно-турецкой литературе.
Ранее поэма считалась написанной Дариром из Эрзурума, но Я. Садык в 2018 году сравнил поэму с другими произведениями Юсуфа по языку, стилю, форме и содержанию и заявил, что автором является Юсуф.

### Хамушнаме
Месневи написано (в отличие от других трудов Юсуфа) на персидском языке на основе событий, произошедших с автором в Эрзинджане и датировано 699 г. Х. (1299/1300 год). Автор сообщил, что однажды он произнёс лишние слова, предатель пересказал эти слова, и это привело к ссоре с друзьями.
В отличие от других произведений поэта поэма написана метром «mefâ’îlün-mefâ’îlün-fe’ûlün»:
| U — — —\| U — — —\| U — — — — открытый слог с долгим гласным или закрытый слог с кратким гласным; u — открытый слог с кратким гласным. |

Состоит из десяти историй о пользе молчания и необходимости держать язык за зубами. Один из сюжетов в этом произведении относится к событиям юности автора в Азербайджане, другой — восстанию Джимри, третий — к восстанию сыновей Хатира в Нигде против монгольского правления. Некоторые сведения о Джимри не встречаются в источниках (Ибн Биби, Аксарайи). По словам Ф. Кёпрюлю, «Хамушнаме» является важным историческим источником.
Известны две копии текста: одна находится между страницами 100b-104a рукописи, зарегистрированной в библиотеке Кёпрюлю под номером 1597, другая находится в Центре изучения сельджуков.

#### Проблемы атрибуции
Эртайлан без аргументов объвил, что произведение принадлежит Юсуфу Меддаху. Оно датировано 699 г. Х., а «Варака и Гюльшах» — 770 г. Х., но Эртайлан утверждал, что Юсуф прожил долго и написал оба произведения. Ф. Кёпрюлю также полагал, что автором месневи являлся Юсуф Меддах.
Часть исследователей не согласны с атрибуцией труда Юсуфу Меддаху, например, Г. М. Смит, Кёктекин, Шафак. Турецкий лингвист, специалист по персидским рукописям Аднан Садык Эрзи заявил, что Юсуф, автор «Хамушнаме», не может быть Юсуфом Меддахом, автором «Вараки и Гюльшах».

## Язык
А. Н. Кононов считал, что в XIV веке «нельзя было провести четкой грани между западноогузскими и азербайджанскими диалектами». В. Г. Гузев в своей монографии об османском языке тоже указывал, что в XIV веке язык тюркских племён, обосновавшихся в Анатолии, был единым «языком малоазийских турок» («староосманским» или «староанатолийским тюркским языком»). Этот язык имел две диалектные зоны: западную и восточную. Согласно В. Гузеву и А. Дилячару, в это время ещё не существовало отдельных языков, были лишь диалекты, в некоторой степени имевшие черты турецкого и азербайджанского языков, и «язык памятников, созданных в восточной части обнаруживает черты, сближающие его с азербайджанским языком». По утверждению Г. Дёрфера, «ранние азербайджанские тексты являются частью древнеосманской литературы (разница между азербайджанским и турецким языками тогда была крайне мала)».

### Староанатолийский тюркский язык
А. Н. Баскаков относил поэта к писавшим на турецком языке. По словам Н. Банарлы, «Варака и Гюльшах» написано на турецком языке. Г. М. Смит и Р. Данкофф назвали «Вараку и Гюльшах» «анатолийско тюркским месневи». Профессор Нури Юдже относил месневи «Варака и Гюльшах» и «Юсуф и Зулейха» к произведениям, написанным на анатолийско-тюркском языке, а Г. Кут относила эти две поэмы к ранней турецкой литературе.

### Азербайджанский язык
Поскольку ранние годы жизни Юсуфа, возможно, прошли в регионе Азербайджан, произведения Юсуфа оценивались в основном специалистами в области азербайджанской литературы.
Согласно академику НАНА М. Ширалиеву, азербайджанский литературный язык начал развиваться в XIII веке, А. Н. Баскакову — в XIV веке, Л. Йохансону — в XV веке. Азербайджанские лингвисты Дж. Каграманов и З. Гаджиева называли поэму Юсуфа Маддаха «Варака и Гюльшах» образцом азербайджанской письменной литературы XIV века, отмечая, что это произведение представляет большой интерес с точки зрения изучения истории азербайджанского литературного языка. Они утверждали, что сотни характерных азербайджанских слов в словарном составе «Вараки и Гюльшах», его фонетическое, морфологическое и особенно синтактическое строение, а также синтактические формы свидетельствуют о том, что поэма написана на азербайджанском языке. Согласно Каграманову и Гаджиевой, И. Х. Эртайлан полагал, что по некоторым выражениям, форме описания и стилям использования слов, язык произведения близок к азербайджанскому диалекту. О том, что в поэме иногда присутствуют азербайджанские формы, писала Г. М. Смит.
По словам Дёрфера, «древнейшим поэтом азербайджанской литературы, известным до сих пор <…>, является Эмад-ад-дин Насими», родившийся около 1369 года, тогда как одно из произведений Юсуфа датируется 1361 годом.

## Оценка
Турецкий историк литературы Н.Банарлы называл Юсуфа Меддаха одним из выдающихся поэтов-авторов месневи. По мнению Я. Бабаева, Юсуф Меддах является «одной из главных фигур раннего периода развития» азербайджанской литературы. Ш. Мустафаев писал, что «по мнению некоторых специалистов, <…> стихи Хасаноглу, Мустафы Зарира, Юсуфа Маддаха, Сули Факиха, Кади Бурханеддина Ахмеда и Насими внесли большой вклад в становление азербайджанского литературного языка».